# Alan II van Avaugour
Alan II van Avaugour (circa 1224 - vermoedelijk april 1268) was erfgenaam van de heerlijkheden Avaugour en Goëlo, heer van Dinan en baron van Mayenne. Hij behoorde tot het huis Avaugour.

## Levensloop
Alan II was de oudste zoon van heer Hendrik II van Avaugour uit diens huwelijk met Margaretha, dochter van heer Juhel II van Mayenne.
In 1246 huwde hij met Clemence van Beaufort (overleden rond 1249), dochter van Alan van Beaufort en Havoise van Dinan. Via haar moeder was Clemence erfgename van het noordelijke deel van de heerlijkheid Dinan, inclusief Jugon, waardoor Alan in het bezit kwam van deze domeinen. Na de overlijdens van zowel zijn moeder als zijn tante erfde hij in 1256 eveneens de heerlijkheid Mayenne en de overige delen van Dinan, de streken van Bécherel en Léhon. Ook stichtte hij het Cordeliersklooster van Dinan.
In 1264 verkocht Alan voor 16.000 livres al zijn domeinen aan hertog Jan I van Bretagne, tot groot ongenoegen van zijn vader. In 1267 startte die een procedure voor het koninklijk gerechtshof in Parijs om deze domeinen terug te krijgen. Uiteindelijk zou Alans zoon Hendrik III rond 1287 opnieuw de controle over Dinan verkrijgen.
Inmiddels was Alan eerste echtgenote overleden en huwde hij met Maria van Beaumont, vrouwe van Brétigny, dochter van Willem van Beaumont, graaf van Caserta, en weduwe van Jan van Clermont. Door het conflict met zijn vader verliet hij Bretagne en verhuisde hij naar de landerijen van zijn tweede echtgenote. Vermoedelijk stierf hij daar in april 1268.

## Nakomelingen
Uit het huwelijk van Alan II en zijn eerste echtgenote Clemence van Beaufort zijn drie kinderen bekend:
- Hendrik III (1247-1301), heer van Avaugour en Goëlo
- Alix, vrouwe van Frimandouret, huwde met heer Jan van Kergorlay
- Johanna (overleden in 1299), vrouwe van La Roche-Suhart, huwde in 1287 met Godfried IV van Dinan, heer van Montafilant

Zijn tweede huwelijk met Maria van Beaumont bleef kinderloos.